# Libro Tredicesimo della Metafisica
quella sensibile è, per esempio, il bronzo o il legno

o tutto ciò che è suscettibile di movimento;

quella intelligibile è, invece, quella presente negli esseri sensibili,

ma non in quanto sensibili, come gli enti matematici.»
(Z 10, 1036 a 9-12, in Aristotele, Metafisica , a cura di Giovanni Reale, Bompiani, Milano 2000)
Il Libro Tredicesimo della Metafisica (Μ) di Aristotele è la parte dell'opera in cui, in maniera sistematica, viene affrontata la questione ontologica degli oggetti matematici e delle Idee platonicamente intesi. Specificamente si discute, in toni piuttosto polemici, sulla possibilità che questi enti abbiano un modo d'essere diverso da quello delle cose sensibili, come alcuni platonici sostenevano. L'indagine del filosofo continua con il Libro Quattordicesimo (Ν).

## Lo scopo del libro
Aristotele, nel primo capitolo, si prepara ad esaminare le dottrine che i Platonici  hanno sostenuto in merito a tali enti e al loro status ontologico, anticipando che le questioni che tratterà saranno fondamentalmente tre: 
- esaminare gli Enti matematici;
- esaminare le Idee;
- affrontare il problema relativo alla possibilità che questi Enti siano o non siano principi degli esseri.

Nel corso del secondo capitolo, lo Stagirita espone una serie di argomenti per criticare le concezioni degli oggetti matematici intesi come enti separati da quelli sensibili, oppure immanenti ma ontologicamente differenti rispetto agli enti sensibili. I vari argomenti fanno leva sulle difficoltà dimostrative e sulle contraddizioni a cui una tale teoria sarebbe irrimediabilmente esposta.
Confutate e respinte queste due tesi, Aristotele sostiene che gli Enti matematici esistono in un terzo modo, ancora diverso. Ed è un modo d'essere di cui Aristotele parla nel terzo capitolo e che rivela il fulcro della concezione aristotelica degli enti matematici. Essi vengono concepiti dallo Stagirita come oggetti, come entità, ma astratte: esistono in un modo molto particolare, ovvero come il risultato di un procedimento mentale che prende il nome di astrazione.

## L'astrazione
L'astrazione aristotelica, che viene indicata col termine aphàiresis (in greco antico: ἀφαίρεσις?), è un processo mentale particolare e diverso da quello che noi generalmente definiamo "astrazione". Il punto cruciale per capire cos'è l'astrazione in termini aristotelici consiste nel ragionare attraverso un atto di "toglimento", un sottrarre qualcosa da un'unità composta di più elementi.
Secondo l'empirismo aristotelico, le nostre sensazioni quotidiane si rifanno in continuazione e con spontaneità a dei composti materiali: se ad esempio guardiamo un oggetto, lo cogliamo nella sua interezza e nella complessità delle sensazioni che ci trasmette; lo cogliamo cioè nella sua unitarietà. È solo con un lavoro successivo e razionale che riusciamo ad isolare i tratti empirici particolari che ci interessano. Si sta parlando, in altri termini, di una "mirata mancanza d'attenzione", secondo la quale noi possiamo, ad esempio, pensare una lunghezza senza larghezza, superfici senza linee, linee senza punti, e così via. Questo, secondo il filosofo di Stagira, non è altro che l'atteggiamento tipico dei matematici, che isolano le caratteristiche degli enti solo per poter aumentare la precisione di studio su di essi. Gli scienziati, astraendo i numeri dal contesto empirico attraverso una decisione preliminare, li rendono esaminabili e utilizzabili separatamente.
Perciò anche i numeri, oltre le grandezze geometriche, non sono altro che il frutto del nostro "contare": un processo per il quale mettiamo da parte la moltitudine di caratteristiche che gli oggetti possono avere e ci concentriamo solo sulla loro quantità numerica.
Come spiega Aristotele, in conclusione, i numeri non esistono indipendentemente da noi e dalla nostra facoltà di contare, come non esistono delle linee soprasensibili, indipendenti dal nostro misurarle come delle lunghezze. Esistono solo come caratteri della materia, opportunamente separabili, ma solo tramite l'uso astrattivo del pensiero. Perciò, una "separazione" dei numeri e delle grandezze geometriche rispetto alle cose sensibili esiste, ma è solo metodologica e non ontologica. L'astrazione (afàiresis) è quindi anche la matrice della semplificazione metodica che si ottiene attraverso la separazione dei vari oggetti di studio. Per esempio, se vogliamo studiare un corpo in movimento, possiamo studiarne e misurarne solo il movimento a prescindere da tutti gli altri accidenti che lo riguardano, o meglio, considerando solo quelli che partecipano al movimento.
Com'è noto, da sempre a Platone e Aristotele sono state genericamente riconosciute idee di scienza (episteme), molto diverse, se non diametralmente opposte. Anche nella questione concernente lo statuto ontologico degli enti matematici, l'Ateniese rivela uno spirito religioso verso l'alto; il suo pensiero è un rimando a qualcos'altro (il mondo sensibile non si spiega in sé e per sé ma bisogna rivolgersi a qualcos'altro, al soprasensibile). L'autore della Metafisica, invece, tende a valorizzare il sensibile, concentrandosi di più sull'esperienza empirica (il mondo si spiega attraverso leggi che sono insite nello stesso mondo sensibile). Gli universali (che siano numeri o meno) non esistono separati dalla realtà terrena: essi sono immanenti alle cose e accessibili tramite l'astrazione.

## La questione delle Idee e critica ai numeri ideali
Dal quarto capitolo in poi Aristotele parla delle Idee, introducendo il concetto attraverso una spiegazione della genesi di questi enti che i platonici consideravano come cause universali dell'essere.
Secondo lo Stagirita, infatti, le Idee sarebbero state introdotte in ambiente Accademico in vista delle difficoltà che scaturirono dalla dottrina eraclìtea del "panta rei" (tutto scorre). In un mondo in cui tutto muta in continuazione, niente sembra essere adatto a comporre una conoscenza stabile e veritiera sul mondo e sulle cause del suo ordine. Perciò gli oggetti della scienza dovranno essere enti che non mutano, che non cambiano continuamente nell'incessante scorrere del fiume della materia. Enti, perciò, separati essenzialmente da questa.
L'esistenza di questi enti universali, immobili e sempre presenti è proprio quello che Platone e i suoi seguaci dell'Accademia antica hanno teorizzato. Come ben si sa, la dottrina delle Idee è stata rifiutata da Aristotele, che usa queste pagine della Metafisica col fine di criticare attraverso svariate argomentazioni tutti i problemi filosofici e le contraddizioni che da una dottrina del genere possono scaturire. Vengono esposte svariate contraddizioni che secondo il Filosofo sono insite nella dottrina delle Idee, nella teoria dei numeri platonicamente intesi e, in maniera ancora maggiore, laddove le due teorie si incontrano, generando il concetto di numero come causa soprasensibile.
Secondo Aristotele, ad un certo momento del suo magistero, Platone avrebbe modificato la dottrina delle Idee originaria, riducendo tutte le Idee ai primi dieci numeri. Da questi dieci numeri deriverebbe la struttura di tutte le cose sensibili e sono perciò da intendersi come cause e principi di tutti gli esseri corporei esattamente come in origine erano le famose Idee del platonico iperuranio.
Questi nuovi enti sono definiti da Aristotele "numeri ideali", "idee-numeri", o ancora "numeri-Forma". Questa nuova dottrina delle Idee, di chiara ispirazione Pitagorica, per quanto sia oscura sembrerebbe corrispondere con sufficiente precisione alla ricostruzione della concezione delle Idee esposta parzialmente nel Filebo e nel Timeo.
Aristotele critica la dottrina delle Idee per le difficoltà di connessione tra queste e la realtà sensibile: se, infatti, le Idee hanno un'altra natura rispetto a quella dei sensibili, difficilmente si spiega come possano originarle, essere cause di queste ma al contempo staccate; ecco perché il famoso concetto platonico di "partecipazione" delle Idee da parte delle cose sensibili risulta, per lo Stagirita, ambiguo e filosoficamente debole.
Nei capitoli settimo, ottavo e nono di questo Tredicesimo Libro sono esposti degli argomenti atti a confutare qualsiasi possibile formulazione della teoria dei numeri ideali (anche Speusippo e Senocrate avevano dato il loro contributo alla formulazione di queste teorie) e a dimostrare come si arrivi a delle contraddizioni inevitabili se si voglia sostenere fino in fondo la tesi secondo cui i numeri ideali sono entità separate dal sensibile e indipendenti da queste, e soprattutto che abbiano un modo d'essere diverso e ontologicamente superiore rispetto ai sensibili.
Accertato che i numeri sono enti astratti e che le Idee platonicamente intese non esistono, Aristotele conclude che ne gli uni ne le altre possono configurarsi come princìpi.